# Afradapis
 Afradapis  ist eine Gattung der Primaten aus der ausgestorbenen Gruppe der Adapiformes. Die rund 37 Millionen Jahre alten fossilen Überreste aus dem Eozän wurden im Fayyum in Ägypten entdeckt und 2009 von einer internationalen Forschergruppe wissenschaftlich beschrieben. Die einzige bekannte Art ist Afradapis longicristatus.
Die Gattung Afradapis wurde als enger Verwandter der Gattung Darwinius gedeutet, ihre Bezahnung als Konvergenz zur Verkleinerung der Zähne in der zu den Menschenaffen führenden Entwicklungslinie. Die Gattung steht der Erstbeschreibung zufolge als – vermutlich bereits im Eozän – ausgestorbene Schwestergruppe dem Formenkreis der heutigen Lemuren und Loriartigen nahe. Nach Angaben ihres Entdeckers wurden bis Ende 2009 Überreste von nahezu 40 Individuen entdeckt.

## Namensgebung
Afradapis ist ein Kunstwort. Die Bezeichnung der Gattung ist abgeleitet von „afra“, dem lateinischen Wort für Afrika, sowie von dem 1821 von Frédéric Cuvier eingeführten Namen Adapis für eine Gattung der Primaten aus dem Eozän in Europa. Das Epitheton der bislang einzigen wissenschaftlich beschriebenen Art, Afradapis longicristatus, ist gleichfalls aus dem Lateinischen abgeleitet, und zwar von „longi-“ = lang und „cristatus“ = kammtragend; kammartig gestaltet sind bei dieser Gattung die Kauflächen der Zähne. Afradapis longicristatus bedeutet somit sinngemäß „afrikanischer Adapis mit länglich-kammartig geformten Kauflächen“.

## Erstbeschreibung
Als Holotypus der Gattung und zugleich der Typusart Afradapis longicristatus weist die Erstbeschreibung das Fragment eines jugendlichen linken Unterkiefers (Sammlungsnummer CGM 83690) mit vier erhaltenen Backenzähnen (4. Prämolar bis 3. Molar) und Gelenkansatz aus. Ergänzend werden weitere Fossilien angeführt (Paratypen), darunter zwei Unterkieferfragmente mit zwei bzw. drei erhaltenen Backenzähnen, zehn Molaren, acht Schneidezähne und zwei Eckzähne.
Diese Überreste stammten von mehreren Individuen, die im späten Eozän (Priabonium) lebten und im Gebiet der ägyptischen Grabungsstätte – abgeleitet aus den zahlreichen Funden – zu den verbreiteteren Säugetieren gehörten. Mit einem geschätzten Gewicht von 3,2 kg waren es die größten bislang im Bereich der Birket Quarun Locality (BQ-2) genannten Grabungsstätte entdeckten Primaten.
Als Besonderheiten werden u. a. das Fehlen der 2. Prämolaren, die schmalen, angeschrägten 3. Prämolaren von Ober- und Unterkiefer sowie diverse Merkmale der Zahnhöcker herausgestellt. Die Oberfläche der Molaren von Ober- und Unterkiefer ähnele derjenigen rezenter, von Blätternahrung lebenden Primaten wie den Brüllaffen, Sifakas und Indri. Allerdings argumentieren die Autoren der Erstbeschreibung, dass die kammartigen Erhöhungen der Kauflächen kein Beleg für eine engere Verwandtschaft zu diesen rezenten Arten sei, da sich dieses Merkmal als Anpassung an bestimmte Nahrungsmittel im Sinne einer Homoiologie mehrfach unabhängig voneinander entwickelt habe. Gleichwohl räumen sie ein, dass Afradapis besonders viele Zahn- und Unterkiefermerkmale mit den Eigentlichen Affen (Anthropoidea) teile. Sie erläutern jedoch, dass diese Merkmale bei den unstrittig ursprünglichen Fossilien der Anthropoidea – beispielsweise bei Biretia und Proteopithecus – noch fehlen und sich demnach in der Stammesgeschichte dieser Gruppe erst relativ spät herausgebildet haben.

## Fundgeschichte und Systematik
Die ersten Zähne und Unterkiefer-Fragmente von Afradapis longicristatus wurden im Jahr 2000 ungefähr 60 km südwestlich von Kairo im Fayyum entdeckt. In den folgenden Jahren wurden weitere Zähne freigelegt, so dass bis Anfang 2009 fast die gesamte Unterkieferbezahnung und Teile des Oberkiefers rekonstruiert werden konnten. Die geplante Erstbeschreibung der Gattung Afradapis wurde im Frühjahr 2009 aufgeschoben, nachdem die gleichfalls neu entdeckte Art Darwinius der Vorfahrenlinie der Trockennasenaffen – aus der auch Homo sapiens hervorging – zugeschrieben worden war. Die Fossilien aus dem Fayyum wurden daraufhin anhand von 360 anatomischen Merkmalen mit 117 teils rezenten, teils fossilen Primatenarten verglichen, um die Einordnung der Funde in den Stammbaum der Primaten abzusichern. Auch nach Abschluss dieser morphologischen Vergleiche (darunter auch der Holotypus von Darwinia) blieb die Forschergruppe bei ihrer Einschätzung, dass die Molaren typische Merkmale früher Feuchtnasenaffen aufweisen: Sie seien zum einen relativ langgestreckt, zum anderen fehle ihnen der vordere Höcker. Jørn Harald Hurum, der maßgeblich an der Erstbeschreibung von Darwinia beteiligt war, beharrte indes darauf, dass die Gruppe der Adapiformes den Trockennasenaffen zuzurechnen sei.

## Belege
1. ↑  Erik R. Seiffert, Jonathan M. G. Perry, Elwyn L. Simons und Doug M. Boyer: Convergent evolution of anthropoid-like adaptations in Eocene adapiform primates. In: Nature. Band 461, 2009, S. 1118–1121, doi:10.1038/nature08429.
2. ↑  Rex Dalton: Fossil primate challenges Ida's place. In: Nature. Band 461, 2009, S. 1040, doi:10.1038/4611040a.
3. ↑  Erik R. Seiffert, Doug M. Boyer, John G. Fleagle, Gregg F. Gunnell, Christopher P. Heesy, Jonathan M. G. Perry und Hesham M. Sallam: New adapiform primate fossils from the late Eocene of Egypt. In:  Historical Biology. Band 30, Nr. 1–2, 2018, S. 204–226, doi:10.1080/08912963.2017.1306522.
4. ↑  „Darwinius as a skeleton is much more complete than Afradapis, and Darwinius shows additional haplorhine characteristics not preserved here.“ Zitiert aus: Rex Dalton: Fossil primate challenges Ida's place. In: Nature. Band 461, 2009, S. 1040, doi:10.1038/4611040a